# Гранитогорск
Гранитогорск (каз. Гранитогорск) — посёлок в Меркенском районе Жамбылской области Казахстана. Входит в состав сельского округа Андас батыра. Код КАТО — 315441300.

## История
В 1932 году экспедицией Ташкентского геологического института было разведано месторождение оловянных руд «Гранитная горка». В 1945 году на базе месторождения было начато строительство рудника, а в 1947 году посёлка при нём. По названию месторождения посёлок и получил свое название. Гранитогорское рудоуправление входило в состав Киргизского горно-обогатительного комбината. В 1953 году была введена в строй обогатительная фабрика. В 1954 году Гранитогорск получил статус посёлка городского типа. Но уже в 1957 году фабрика и рудник были закрыты. В 1961 году на базе бывшей фабрики была организована Гранитогорская опытно-технологическая лаборатория в составе КАЗИМСа, позднее она была преобразована в опытно-методическую экспедицию. В начале 1990-х предприятие было ликвидировано.
Также в поселке существовал завод, который изначально назывался "Гранитогорский авторемонтный завод", позднее он был переименован в "Гранитогорский опытно-экспериментальный завод" (ГОЭЗ). На нем производили полевые вагончики-бытовки для геологов.

## Население
В 1999 году население посёлка составляло 1324 человека (628 мужчин и 696 женщин). По данным переписи 2009 года, в посёлке проживали 1093 человека (534 мужчины и 559 женщин).